# 劉陽 (理學家)
劉陽（1496年—1574年），字一舒，號三五，江西安福縣人。明朝儒學學者。

## 生平
劉陽自少受学于彭簪、刘晓，又成為大儒王阳明弟子。嘉靖四年（1525年），劉陽舉乙酉科江西鄉試。任南直隸碭山縣知縣，政績卓著，拜福建道監察御史。權相嚴嵩正欲網羅，劉陽稱病歸鄉。
徐階成為首輔後，劉陽獲推光祿寺少卿，不起。居家三十年，在三峰建雲霞洞，與士子探討學問。萬曆二年（1574年）卒。

## 著作
著作存世不多，有《三五刘先生集》殘本。